# Stamora Română, Timiș
Stamora Română este un sat în comuna Sacoșu Turcesc din județul Timiș, Banat, România.

## Legături externe

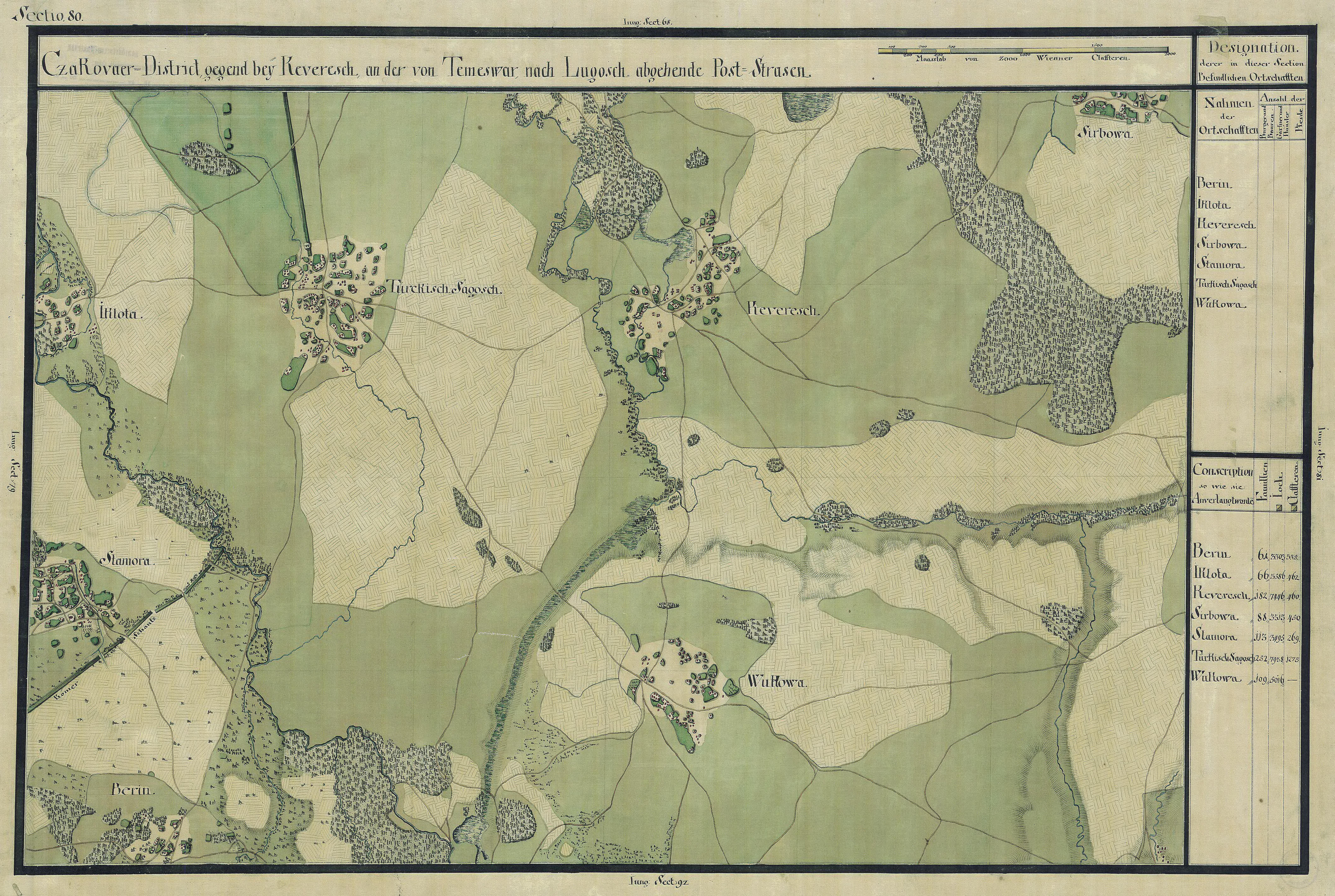
Stamora Română în Harta Iosefină a Banatului, 1769-72